# Platforma afrykańska
Platforma afrykańska – prekambryjska platforma kontynentalna położona wewnątrz płyty afrykańskiej; największa na świecie platforma prekambryjska. Tworzy niemal cały kontynent afrykański, z wyjątkiem obszaru Atlasu na północnym zachodzie i Gór Przylądkowych na południu.
Platforma jest na znacznym obszarze stabilna geologicznie. W jej obrębie odbywają się głównie ruchy izostatyczne, mogące przyczyniać się do tworzenia odkształceń nieciągłych lub odkształceń ciągłych o znacznych rozmiarach. Miejscem o dużej aktywności tektonicznej jest Wielki Rów Afrykański, gdzie występują wstępujące prądy konwekcyjne, będące przyczyną rozpadania się platformy.
Do triasu platforma afrykańska była centralną częścią Gondwany. W późnym mezozoiku odłączył się od niej Madagaskar, a za sprawą ryftogenezy także i Półwysep Arabski w neogenie. Z uwagi na to, że oderwanie się Półwyspu Arabskiego nastąpiło niedawno w sensie geologicznym, platformę nazywa się również afrykańsko-arabską.
Platforma afrykańska ma budowę dwupoziomową. Ma podłoże krystaliczne i przykrywającą je pokrywę osadową. Miejsca, w których fundament krystaliczny jest odsłonięty (głównie w wyniku denudacji), nazywane są tarczami (np. tarcza regibacka, tarcza Ahaggaru) i wyniesieniami (np. wyniesienie gwinejskie). Tam, gdzie płasko zalegają na nim osady, występują płyty (np. płyta nubijska). Częstym zjawiskiem jest zniekształcenie skał osadowych w wyniku różnych procesów geologicznych. Wyniesione obszary pokrywy osadowej tworzą anteklizy (zapadliska), obniżone z kolei – syneklizy (np. synekliza Taudeni).
Podłoże krystaliczne platformy afrykańskiej zbudowane jest ze skał pochodzących z okresu od archaiku do neoproterozoiku; wiek najstarszych ocenia się na trzy miliardy lat. Są to głównie skały metamorficzne – m.in. gnejsy, łupki krystaliczne, marmury, i skały wylewne – m.in. bazalty, andezyty. Pokrywę platformy tworzą m.in. prekambryjskie zlepieńce i piaskowce, łupki ilaste, uzupełnione w górnym proterozoiku o tillity pochodzenia glacjalnego. Osady paleozoiczne spoczywają albo bezpośrednio na podłożu platformy, albo na osadach prekambryjskich. Są to pokłady kontynentalnych zlepieńców i piaskowców lub morskich piaskowców, łupków graptolitowych i wapieni, później także mułowców. Podobnie, jak paleozoiczne, skały mezozoiczne pokryły albo warstwę starszych skał osadowych, albo fundament krystaliczny. Wśród nich występują rozpowszechnione na znacznym obszarze platformy morskie osady kredy i jury. We wczesnym kenozoiku pojawiły się kolejne warstwy zlepieńców, iłów i piaskowców.
W plejstocenie i holocenie wykształciły się przede wszystkim osady rzeczne i jeziorne, akumulowane głównie w dolnych odcinkach rzek strefy przybrzeżnej i środkowych częściach synekliz.